# Varín (stacja kolejowa)
Varín (słow: Železničná stanica Varín) – stacja kolejowa w miejscowości Varín, w kraju żylińskim, na Słowacji. Została wybudowana w 1871 w ramach Kolei Koszycko-Bogumińskiej.
Znajduje się na zelektryfikowanej magistrali 180 Košice – Žilina.

## Linie kolejowe[1]
- Linia 180 Košice – Žilina